# Sagas légendaires
Pour un article plus général, voir Saga.
Les fornaldarsögur (littéralement « sagas des temps anciens », aussi connues sous le nom de « sagas légendaires ») ou fornaldarsögur Norðrlanda (« sagas des pays nordiques dans les temps anciens ») sont une catégorie de sagas, définie par le philologue danois Carl Christian Rafn, qui en a proposé une édition en trois volumes en 1829-1830. Leur action se déroule avant l'unification de la Norvège par Haraldr hárfagri et le début de la colonisation de l'Islande, et ne se situe donc jamais en Islande.

## Classification

### Sagas héroïques, de vikings et d'aventures
Les sagas héroïques (Heldensagas) utilisent le matériau des légendes héroïques, telle celle de Sigurðr dans la Völsunga saga. Les sagas de vikings (Wikingersagas), comme l’Örvar-Odds saga, se concentrent sur les exploits guerriers de leurs héros, notamment au cours d'expéditions vikings. Enfin, les sagas d'aventures (Abenteuersagas), telle que la Göngu-Hrólfs saga, tendent à se confondre avec les riddarasögur.

## Liste desfornaldarsögur
Dans son édition des Fornaldarsögur Norðurlanda, Guðni Jónsson a inclus les œuvres suivantes :

### Sagas
| - Völsunga saga - Ragnars saga loðbrókar ok sona hans - Hervarar saga ok Heiðreks - Ketils saga hængs - Gríms saga loðinkinna - Örvar-Odds saga - Áns saga bogsveigis - Hrólfs saga kraka ok kappa hans - Sögubrot af nokkurum fornkonungum í Dana- ok Svíaveldi - Frá Fornjóti ok hans ættmönnum - Hversu Noregr byggðist - Fundinn Noregr - Af Upplendinga konungum - Hálfs saga ok Hálfsrekka - Þorsteins saga Víkingssonar - Friðþjófs saga ins frækna | - Hrómundar saga Gripssonar - Ásmundar saga kappabana - Sturlaugs saga starfsama - Göngu-Hrólfs saga - Bósa saga ok Herrauðs - Gautreks saga - Hrólfs saga Gautrekssonar - Egils saga einhenda ok Ásmundar berserkjabana - Sörla saga sterka - Hjálmþés saga ok Ölvis - Hálfdanar saga Eysteinssonar - Hálfdanar saga Brönufóstra - Illuga saga Gríðarfóstra - Yngvars saga víðförla - Eireks saga víðförla |

### Þættir
- Þáttr af Ragnars sonum
- Norna-Gests þáttr
- Sörla þáttr ou Heðins saga ok Högna
- Þorsteins þáttr bæjarmagns
- Helga þáttr Þórissonar
- Tóka þáttr Tókasonar